# Schönfeldsattel
Der Schönfeldsattel, auch Schönfeld, ist eine Passlandschaft in den Nockbergen zwischen der Kärntner Krems und dem Salzburger Bundschuh, einem Nebental des Thomatals im Lungau. Der Talübergang auf 1740 m gestaltet sich sanft als nahezu ebene Fläche des Schönfeldes an, die den Schluss des Bundschuhs bildet und an deren Südrand die Dr.-Josef-Mehrl-Hütte liegt, eine Kategorie-II-Hütte der ÖAV-Sektion Wien.

## Verkehr
Der Sattel ist nur lokal sowie für Ausflugsfahrten bedeutend, da zumeist der Katschberg und insbesondere der Katschbergtunnel der Tauernautobahn eine schnellere Verbindung bietet. Der Katschberg schließt im Westen an. Nördlich liegt der Lungau mit Zugängen zum Radstädter Tauern und ins Murtal. Östlich schließt die Turrach und die Flattnitz an. In der Krems beginnt wenige Kilometer entfernt die Nordrampe der Nockalmstraße.

## Belege
1. ↑  Österreichische Karte 1:50.000. Bundesamt für Eich- und Vermessungswesen Österreich, abgerufen am 29. Dezember 2024.
2. ↑  Schönfeldsattel. In: alpenrouten.de. Abgerufen am 22. Februar 2013.
3. ↑  Schönfeldsattel. In: schleppi.ch. Abgerufen am 22. Februar 2013.
4. ↑  Schönfeldsattel. In: motorradundreisen.de. Abgerufen am 22. Februar 2013.
5. ↑  Dr.Josef-Mehrl-Hütte. Abgerufen am 22. Februar 2013.